# Rivolta di San Basilio
La rivolta di San Basilio fu una sommossa popolare scoppiata l'8 settembre 1974 nella città di Roma, che vide contrapposti gli abitanti del quartiere di San Basilio e le forze di polizia. I disordini furono innescati dall'uccisione da parte della polizia del manifestante diciannovenne Fabrizio Ceruso, ma la situazione era già molto tesa a causa della lotta per l'assegnazione dell'edilizia popolare portata avanti dagli abitanti del quartiere dopo anni di abusivismo e politiche edilizie disastrose.

## Antefatti
San Basilio era una borgata costruita in epoca fascista durante gli anni trenta e quaranta.  Fu inaugurata nel 1938 dalla moglie di Mussolini in persona, e considerata un "dono senza eguali" da parte del regime al popolo romano. La costruzione della borgata rispondeva al bisogno di ricollocare le persone rimaste senza casa dopo le operazioni di "sventramento" del centro città ad opera del regime, forzatamente espulse dai propri rioni. Però, già dal principio ci si accorse che il quartiere sarebbe diventato uno dei peggiori della città; numerose infrastrutture necessarie a garantire una vita dignitosa agli abitanti erano state lasciate incomplete. Una delibera del 1943 infatti descriveva la borgata come abitata da gente "estremamente povera". Il quartiere non era neanche dotato di assistenza medica e ostetrica, dato che l'ospedale più vicino si trovava a sette chilometri di distanza.  Gli stessi abitanti, abituati a vivere in città, non riuscirono ad adattarsi alla nuova vita nell'agro romano, trascurando la cura dei numerosi orti messi a disposizione nelle case.
Alla fine della guerra, l'Istituto Autonomo Case Popolari (IACP) propose la vendita di orti e case agli abitanti della borgata, ma i prezzi stabiliti erano troppo alti, tanto che l'intera popolazione chiese come alternativa la costruzione di case nuove. Le case costruite nell'epoca fascista avevano nel frattempo superato il limite di vivibilità, tanto che alcune di esse dovettero essere necessariamente demolite. La situazione non migliorò neanche dopo gli aiuti forniti dall'UNRRA, l'ente delle Nazioni Unite che si occupava di distribuire gli aiuti per la ricostruzione, il quale si adoperò per finanziare la costruzione dei nuovi edifici. Già in questi anni gli abitanti mostrarono insofferenza verso i criteri di assegnazione delle case. I primi nuclei abitativi, denominati UNRA-Casas, furono infatti affidati a profughi dalmati e giuliani, e alle vittime dei bombardamenti del dormitorio di Sant'Antonio.
Negli anni cinquanta esplose l'abusivismo edilizio e la speculazione fondiaria. Si verificarono molti incidenti riguardanti case crollate o alluvionate. L'amministrazione comunale nel frattempo continuò a costruire su altri lotti, e nel 1958 fu completato il primo gruppo di fabbricati popolari, costruiti con i fondi della Legge Romita del 1954, per l'eliminazione delle abitazioni malsane. Lo sviluppo in realtà aveva l'esigenza di liberare la capitale dalle baraccopoli, in vista delle Olimpiadi del 1960. L'assegnazione per tal motivo non favorì gli abitanti già presenti nella borgata, ma i "baraccati" delle zone centrali della città. Così facendo però, la borgata continuava ad avere i connotati di semplice contenitore dei reietti della società, raccogliendo baraccati, spiantati e immigrati, concentrando selettivamente al proprio interno le più varie declinazioni di marginalità sociale. Gli abitanti della borgata reagirono duramente a queste assegnazioni, arrivando anche a picchettare di notte le abitazioni, dopo il rifiuto di un incontro con i vertici dell'IACP. La protesta durò vari giorni, e si risolse con la promessa di nuovi alloggi per coloro che già risiedevano nella borgata.
Con queste premesse, la povertà e la disoccupazione divennero problemi che caratterizzarono i periodi successivi, e San Basilio divenne un quartiere dotato di una forte carica contestataria. Già nel 1964 e nel 1968 ci furono grosse manifestazioni con occupazioni di due fabbriche, in entrambi i casi per scongiurare il licenziamento di centinaia di operai. Il tema della lotta per la casa però rimase centrale nelle proteste della borgata.

## La rivolta

### L'assegnazione delle case del 1973
Il 20 febbraio 1973 l’Istituto Autonomo Case Popolari indisse il concorso per l’assegnazione di alloggi a San Basilio, Pietralata e Tiburtino III, tre borgate della periferia nord orientale di Roma, per un totale di 600 appartamenti. Tuttavia ci fu una modifica nel regolamento dell'assegnazione, che portò i residenti a essere estromessi dalle graduatorie a favore degli abitanti di Villa Gordiani e Tiburtino III, dove era in programma la demolizione di alcuni caseggiati dell'IACP. La modifica del regolamento serviva a far entrare tali persone nella graduatoria, ma ciò fece arrabbiare molto gli abitanti di San Basilio. In tale scenario, nell'estate di quell'anno, centinaia di famiglie cominciarono a occupare le case assegnate. Anche se furono subito sgomberate, le occupazioni non terminarono.
Il 5 novembre dello stesso anno le case furono rioccupate, sgomberate la mattina di un paio di giorni dopo e, nonostante lo sbarramento di polizia e l’arresto di due persone, rioccupate dalle famiglie nell'immediato pomeriggio. Le donne del quartiere guidarono la protesta, creando un comitato (il Comitato di Lotta per la casa), composto dai residenti e da alcuni militanti di Lotta Continua, che divenne l'organo gestionale dell'occupazione. Il comitato chiese un incontro con i dirigenti dell'IACP, ottenendolo nella stessa giornata della richiesta. L'incontro cercò di mediare le diverse visioni, e il Comitato di lotta per la casa propose di assegnare tutte le case alle famiglie più bisognose di San Basilio, denunciando la poca risolutezza della sezione locale del PCI, le manovre scorrette delle autorità statali e il sovraffollamento delle case già esistenti, dove molte famiglie erano costrette a coabitare in uno stesso appartamento. Qualche tempo dopo i residenti occuparono di nuovo le case, arrivando a 146 appartamenti occupati. La situazione cominciò a stabilizzarsi, con l'arrivo dei primi servizi e l'idea che ormai le case appartenessero agli occupanti.

### L'intervento della polizia
Tuttavia, il 5 settembre 1974, undici mesi dopo l'occupazione, le forze dell'ordine furono inviate a San Basilio per sgomberare gli appartamenti. Già nelle prime operazioni gli occupanti si mostrarono strenuamente resistenti, e si verificarono i primi scontri. Per gli abitanti della borgata lo sgombero era una "doppia truffa": in primis perché negava loro un diritto che le istituzioni sembravano aver tacitamente accettato, e anche perché alcuni occupanti divennero speculatori, rivendendo il proprio alloggio, visto che essendo state riconosciute dalle istituzioni, non avevano avuto difficoltà a venderle.
La situazione era tesissima, e l'esasperazione portò gli abitanti a reagire in maniera violenta contro la polizia. Il 6 settembre incominciò la battaglia. Gli agenti cercarono di sgomberare alcuni appartamenti di via Montecarotto, ma si ritrovarono alcune barricate. Gli agenti lanciarono i propri lacrimogeni e caricarono i manifestanti, ma ricevettero in risposta il lancio di numerose bombe Molotov e sassi. Nonostante la resistenza, la polizia riuscì a sfondare le difese e circondò le case, cominciando a bersagliarle di lacrimogeni, sparando anche contro i balconi. Una bambina di 12 anni venne ferita. In alcuni appartamenti si verificarono focolai di incendio.
La notizia degli scontri raggiunse gli altri quartieri della capitale, e così a San Basilio incominciarono a confluire persone da tutti i quartieri di Roma, soprattutto appartenenti all'area politica di estrema sinistra. A metà giornata le operazioni di sgombero furono interrotte, e il giorno successivo sembrava essere tornata la calma. Alcuni membri del Comitato si recano in pretura per mediare la revoca dello sgombero. Durante la giornata era anche arrivato sul posto il giovane fotografo Tano D'Amico, che scattò un'immagine simbolo delle giornate: una donna in avanzato stato di gravidanza, portata via da due poliziotti.
Tuttavia, la domenica 8, intorno alle ore 08:00 di mattina, la polizia riprese le operazioni di sgombero. Gli abitanti decisero di rispondere in maniera ancora più determinata. I residenti usano bombe Molotov, sassi, pali della luce divelti, macchine incendiate e qualsiasi cosa che possa formare una barricata. Verso le 17:00 una giovane donna fece fuoco contro gli agenti con il proprio fucile da caccia, ferendo un vicequestore. Si contano 47 agenti feriti. Alle ore 18:00, l'assemblea popolare riunitasi per decidere il da farsi venne attaccata dagli agenti con una salva di lacrimogeni. La folla inferocita attaccò la polizia, che rispose con delle cariche.

### La morte di Fabrizio Ceruso
Fra le 19:00 e le 19:30 si verificarono gli scontri più violenti. Polizia e Carabinieri, in assetto da guerra, assaltarono le postazioni dei manifestanti con salve di lacrimogeni. A un certo punto, un plotone avanzò da via Montecarotto su via Corridonia lanciando decine di lacrimogeni ad altezza d’uomo in direzione della piazza affollata. Dopo aver esaurito le munizioni però si ritirò in maniera caotica. Alcuni poliziotti, invece di tornare indietro, percorsero via Fabriano nel tratto adiacente all’ingresso della chiesa e vi fu un contatto con alcuni manifestanti. I compagni accorsero per difenderli. Un altro plotone di poliziotti e carabinieri, già presente in via Fabriano esplose alcuni colpi di arma da fuoco contro i rivoltosi per difendere i colleghi.
Il diciannovenne Fabrizio Ceruso, militante di Lotta Continua arrivato da Tivoli per supportare i manifestanti, fu raggiunto da un proiettile in pieno petto. I compagni inizialmente lo portarono in un piccolo pronto soccorso del quartiere, ma accertate le sue condizioni gravissime lo caricarono su un taxi per portarlo in ospedale, giungendovi però ormai morto. La rabbia popolare esplose violentemente, e tutto il quartiere scese in strada. I pali della luce furono abbattuti, migliaia di manifestanti si aggregarono agli abitanti del quartiere, assediando la polizia, che si rifugiò nel campo di calcio della parrocchia.
Gli scontri continuarono per tutta la notte. La borgata rimase al buio e isolata dal resto della città. La mattina dopo si contarono 30 feriti fra gli agenti di polizia, un morto e innumerevoli feriti fra i manifestanti.

## Conseguenze
I disordini di San Basilio divennero il simbolo delle conseguenze delle politiche inadatte a contenere la marginalità sociale e del carattere emergenziale della lotta per la casa. Numerose testate giornalistiche si occuparono del caso, denotando come il problema non era mai stato affrontato negli anni, arrivando così alla rivolta.
Il 9 settembre, con un ordine diretto del Ministro degli Interni Taviani, la polizia si ritira dalla borgata, lasciando le famiglie accampate libere di rioccupare gli stabili sgomberati. La Regione Lazio decide di riconoscere l'assegnazione dell'alloggio popolare a tutti coloro che avevano occupato gli appartamenti prima dell'8 settembre.